# Сімс (Індіана)
Сімс (англ. Sims) — переписна місцевість (CDP) в США, в окрузі Грант штату Індіана. Населення — 164 особи (2020).

## Географія
Сімс розташований за координатами 40°30′2″ пн. ш. 85°51′14″ зх. д. / 40.50056° пн. ш. 85.85389° зх. д. (40.500650, -85.853932).  За даними Бюро перепису населення США в 2010 році переписна місцевість мала площу 2,58 км², уся площа — суходіл.

## Демографія
Згідно з переписом 2010 року, у переписній місцевості мешкало 156 осіб у 68 домогосподарствах у складі 47 родин. Густота населення становила 60 осіб/км².  Було 78 помешкань (30/км²).
Расовий склад населення:
| - 95,5 % — білих - 0,6 % — корінних американців - 0,6 % — азіатів - 3,2 % — осіб інших рас |

До двох чи більше рас належало 0,0 %. Частка іспаномовних становила 4,5 % від усіх жителів.
За віковим діапазоном населення розподілялося таким чином: 19,2 % — особи молодші 18 років, 64,1 % — особи у віці 18—64 років, 16,7 % — особи у віці 65 років та старші. Медіана віку мешканця становила 49,0 року. На 100 осіб жіночої статі у переписній місцевості припадало 113,7 чоловіків;  на 100 жінок у віці від 18 років та старших — 117,2 чоловіків також старших 18 років.
За межею бідності перебувало 24,7 % осіб, у тому числі 0,0 % дітей у віці до 18 років та 0,0 % осіб у віці 65 років та старших.
Цивільне працевлаштоване населення становило 35 осіб. Основні галузі зайнятості: освіта, охорона здоров'я та соціальна допомога — 77,1 %, виробництво — 22,9 %.